# Configuración histórica de la provincia de Jaén
La configuración actual de la provincia de Jaén es fruto de un largo proceso de ordenación territorial que llegó a su culminación en 1833, mediante el decreto de provincialización promulgado por Javier de Burgos, Ministro de Fomento del gobierno de la regente María Cristina de Borbón. Hasta esa fecha, el territorio que actualmente forma la provincia de Jaén, pertenecía en su mayor parte al reino de Jaén, y en menor medida a la provincia de La Mancha (en el reino de Toledo), al reino de Murcia y al reino de Granada.
Anteriormente, en tiempo de al-Ándalus, en el territorio de la actual provincia de Jaén habían existido sucesivamente la cora de Jaén, la taifa de Jaén, la taifa de Baeza y finalmente la taifa de Arjona, asimilada en 1244 por la Corona de Castilla, que en 1246 fijó sus fronteras con el reino nazarí de Granada mediante el pacto de Jaén.
Durante el tránsito de la monarquía autoritaria de los Habsburgo a la absolutista de los Borbones la organización territorial del estado se convirtió en un tema recurrente y de gran importancia política. La concepción absolutista del estado fomentó el desarrollo de una serie de proyectos, bien de índole liberal bien conservadora, que sustituirán los antiguos reinos históricos de la Reconquista por las modernas provincias españolas orquestadas desde un punto de vista totalmente centralista.
El antiguo Reino de Jaén será parte importante en este proceso dada la heterogeneidad interna, que dificultaba su fiscalización y administración por parte del estado central. De esta forma, ya en 1799 se creó la Provincia Marítima de Cartagena, que agrupaba los partidos de la parte oriental del reino en torno a la capitalidad de Cartagena.

## Antecedentes

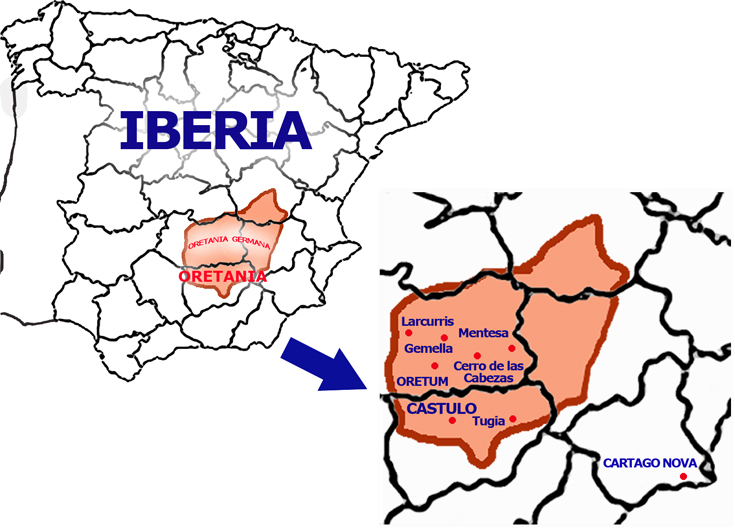
Situación de Oretania en la península ibérica sobre las provincias actuales.

Los enclaves prerromanos oretanos eran fortalezas de colina (oppidum), en la práctica auténticas ciudades-estado, que debían organizarse en confederaciones en momentos de crisis a un rey superior. Aparece mencionada en distintas fuentes clásicas (Estrabón, Polibio y Ptolomeo); narrando la fuerte resistencia de los oretanos contra los cartagineses Amílcar Barca y Asdrubal el Bello; hasta que Aníbal Barca logró casarse con la princesa Himilce y unir la Oretania a sus posesiones.
Esta organización territorial abarcaba la parte norte de la actual provincia de Jaén. La capital de la región fue Cástulo (Linares).

## Reformas ilustradas
La dinastía borbónica instaurada con la guerra de sucesión española (1700-1715), vino acompañada con un aire reformista generalizado a lo largo de todo el siglo XVIII, denominado período ilustrado. La compleja organización del territorio heredado de los Austrias y de los largos procesos medievales de reconquista y repoblación, era arcaica e irracional en muchos aspectos, desproporcionada y a todas luces insuficiente para una monarquía absoluta con cada vez más necesidades económicas. Entre las reformas emprendidas estuvo la realización de un estudio estadístico que permitió cuantificar los recursos del país y por lo tanto facilitó su fiscalización y explotación: el Catastro de Ensenada (1749), en el que se catastraron las 22 provincias de la Corona de Castilla, entre ellas la del Reino de Jaén. En este mismo año, el rey Fernando VI reordenó el sistema de intendencias, asignando uno a cada provincia, junto con el corregidor de la capital (cargos que volvieron a separarse en 1766). Cada intendente sería auxiliado por un teniente letrado o alcalde mayor subordinados, para el ejercicio de las funciones judiciales.
|                                                                 |
| El reino de Jaén entre las provincias de la Corona de Castilla. |

|                                 |
| Los cuatro reinos de Andalucía. |

|                                                                                     |
| El Reino de Jaén según las Respuestas Generales del Catastro de Ensenada (1750-54). |

### Provincia Marítima de Segura de la Sierra (1748)
En 1748 fue creada la Provincia Marítima de Segura de la Sierra como parte de los montes de la marina. La madera extraída de está provincia era traslada hasta Cartagena, la parte correspondiente al Segura, y a Cádiz a través del Guadalquivir, siendo aprovechado su uso principalmente para la construcción de navíos de guerra, y en menor medida a otros usos como la fábrica de tabacos de Sevilla y de Cádiz, al igual que la techumbre de la catedral de Jaén. Está provincia permaneció hasta la abolición montes de la marina y su posterior inclusión en la provincia de Jaén en 1833.

### Nuevas Poblaciones de Sierra Morena (1767)

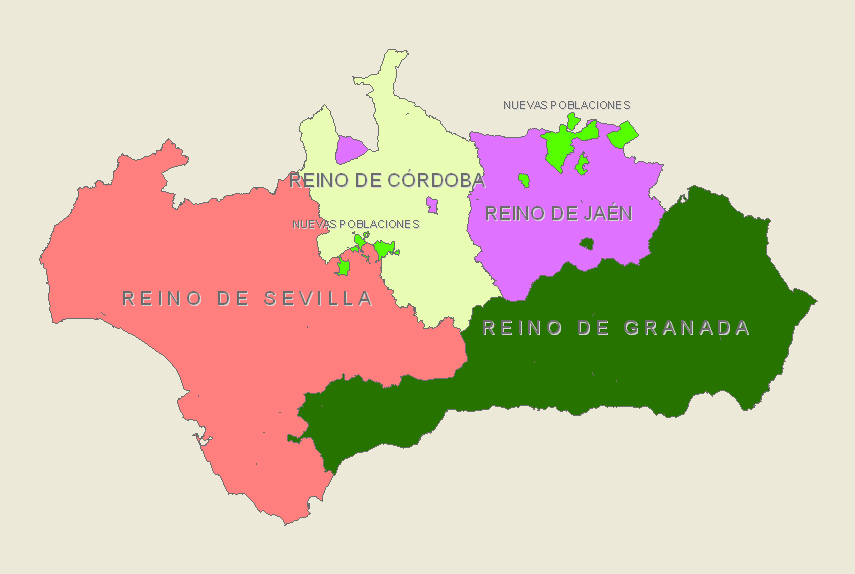
Mapa de los cuatro reinos de Andalucía y de las Nuevas Poblaciones.

En 1767 se inició la creación de las Nuevas Poblaciones de Sierra Morena y Andalucía, con el objetivo de repoblar los desiertos poblacionales que existían en el Camino Real de Andalucía, que unía los Pirineos con Cádiz. Estas "Nuevas Poblaciones" se dividieron en dos partidos administrativos: las "Nuevas Poblaciones de Sierra Morena", que fueron Aldeaquemada, Santa Elena, Montizón, La Carolina (que era la capital), Carboneros, Guarromán, Rumblar (hoy exclave de Guarromán), las Navas de Tolosa (pedanía de La Carolina) y Arquillos y las "Nuevas Poblaciones de Andalucía", que fueron Sierra del Tardón, Fuente Palmera, La Luisiana, La Carlota (que era la capital) y San Sebastián de los Ballesteros, estas últimas en la provincia de Córdoba.

### Censo de Floridablanca (1789)
La división existente en España recibía las críticas de los ilustrados que pidieron su reforma, así se presentaron los proyectos de Ward, en 1762 propone una división en 13 provincias, y de Peñaranda, en 1764 que propone 16. El ejemplo más cercano al periodo reformista del siglo XIX es el censo de Floridablanca. El proyecto fue gestado por el conde de Floridablanca, que solicitó en 1785 a cada uno de los intendentes una relación con los datos sobre la organización territorial, civil y la división jurisdiccional de sus respectivas circunscripciones, siendo esta información la que dio lugar a las publicaciones de España dividida en Provincias e Intendencias y lo que conocemos como Nomenclátor de Floridablanca en 1789. La nueva configuración provincial no aportó grandes modificaciones en la demarcación provincial, pero si arrojó un mejor conocimiento del territorio que facilitó las futuras divisiones provinciales. Las principales carencias encontradas fueron: los grandes contrastes en la extensión de las provincias así como su discontinuidad espacial formando numerosos enclaves y exclaves. Además existía una gran complejidad en cuanto a las subdivisiones internas y denominaciones.
España quedó configurada en 31 provincias o intendencias que se podían agrupar estadísticamente en 5 grandes bloques en función de su complejidad interna. La provincia de Jaén era un claro ejemplo de discontinuidad espacial, con un 3 % de su territorio enclavado y compuesta por cuatro circunscripciones o partidos.

### Reformas napoleónicas: Proyecto Llorente-Lanz (1809-1810)

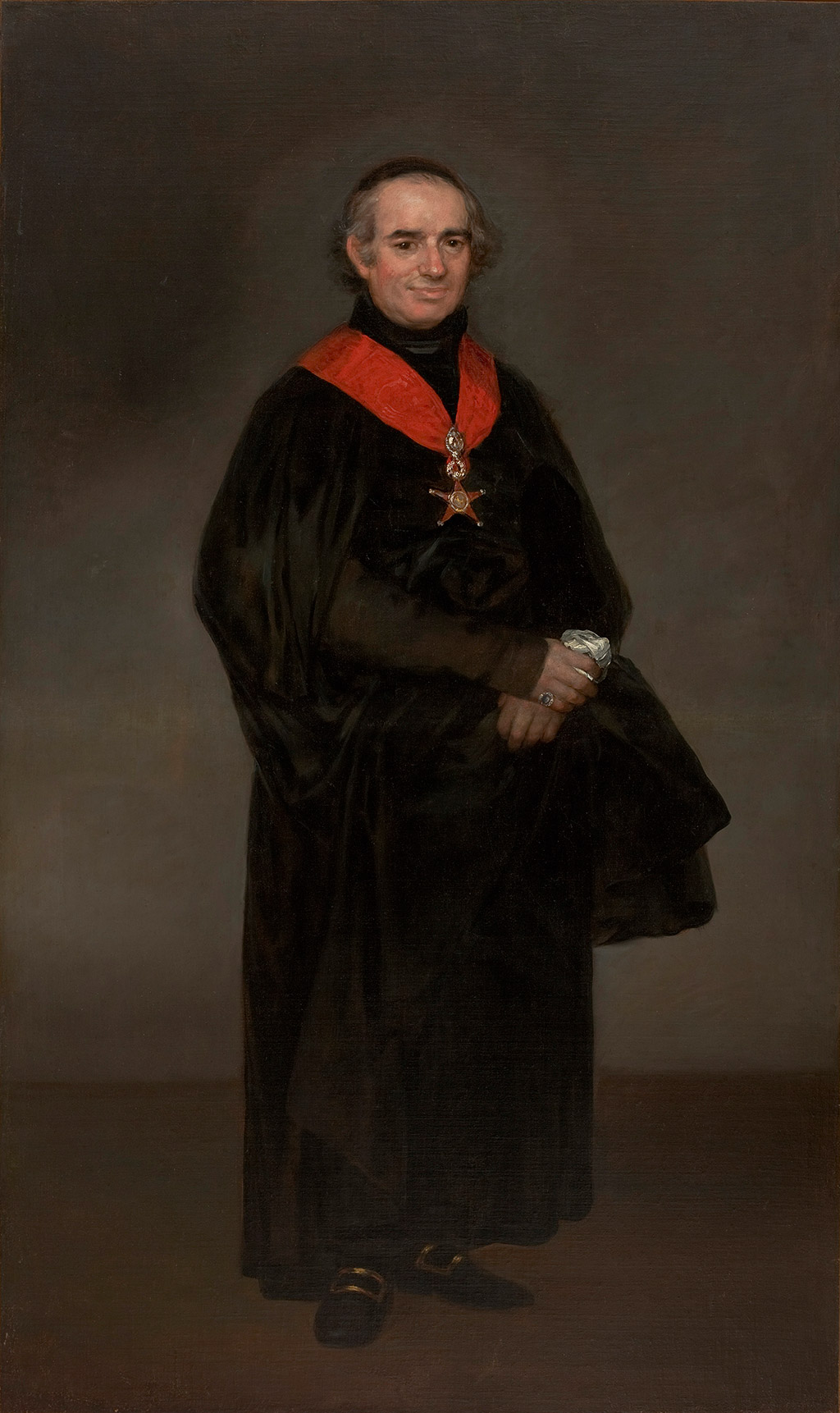
Juan Antonio Llorente: erudito, político y eclesiástico, artífice de las reformas provinciales en el período napoleónico.

Mapa de España con las prefecturas napoleónicas de 1810.

Un proceso de reestructuración del territorio más profundo se inició en 1809, gracias a los cambios políticos surgidos en 1808 con la abdicación de Carlos IV y Fernando VII a favor de José Bonaparte, convirtiéndose España en un estado satélite del Imperio Napoleónico. La división territorial en la España de entonces era inviable para la explotación del país por la administración napoleónica, por lo que se pensó en una reestructuración del territorio de nueva planta que dejara atrás condicionantes históricos de los diferentes territorios y eliminara las divisiones que entorpecían la administración como los enclaves y exclaves.
De esta forma, el clérigo y político riojano Juan Antonio Llorente emprendió en 1809 la tarea, basándose en los rasgos geográficos, y diseñó una distribución en departamentos, siguiendo el modelo francés, a los que dio una nomenclatura de accidentes geográficos -ríos y cabos-. Cada departamento sería dotado de una universidad, una audiencia y una diócesis. El reino de Jaén recibió la nomenclatura de «Guadalquivir Alto», permaneciendo prácticamente con los mismos límites. El proyecto de Llorente fue aprobado sin problemas con los cambios realizados por José María de Lanz y Zaldíbar que culminó el proyecto, tomando como modelo la división departamental de Llorente para, en virtud de Decreto de 17 de abril de 1810 -firmado en el Real Alcázar de Sevilla-, establecer un número de 38 prefecturas, esta vez primando en la nomenclatura el nombre de la capital y la subdivisión en tres subprefecturas por norma general. Cada prefectura estaba constituida por un prefecto, un Concejo de Prefectura y una Junta General de Prefectura. A su vez, las subprefecturas se componían del subprefecto y de la Junta General de Subprectura. En el caso de Jaén las subprefecturas fueron Jaén, Úbeda y La Carolina. La capitalidad estuvo previsto que recayera en La Carolina, tal y como venía recogido en el proyecto de Amorós, pero a finales de 1809, cuando el Consejo de Ministros recibe el proyecto, se modificó y le fue devuelta a Jaén.
Esta reforma solo existió sobre el papel y, aunque fue pionera y supuso un revulsivo a la anticuada división, cayó en el olvido y en el desprecio después de la derrota francesa en la Guerra de la Independencia.

## Reformas constitucionales
La constitución elaborada por las Cortes de Cádiz en 1812 cita cuáles eran los territorios españoles, en su artículo 10, y recoge la necesidad de llevar a cabo una nueva división del mismo más conveniente, en el artículo 11.
La administración provincial se fundamentó en criterios más sólidos. Hasta ahora básicamente era un instrumento fiscalizador, pero mediante el artículo 335 se van a dotar a las Diputaciones Provinciales de una serie de competencias como el reparto de las contribuciones, la vigilancia de las infracciones a la Constitución, el censo y estadística provinciales, el establecimiento de los Ayuntamientos constitucionales, etc. Al frente de ella quedaba un Jefe Superior, designado por el Rey. Este nuevo cargo, que ejercía además como Delegado del Gobierno, asumió las competencias de orden público y el poder ejecutivo y servía de enlace entre los Ayuntamientos y la Diputación.
Con esto se pretendía eliminar la estructura territorial heterogénea, desigual, desequilibrada y de privilegios regionales hasta entonces existente.

### Proyecto Ranz-Espiga (1812)

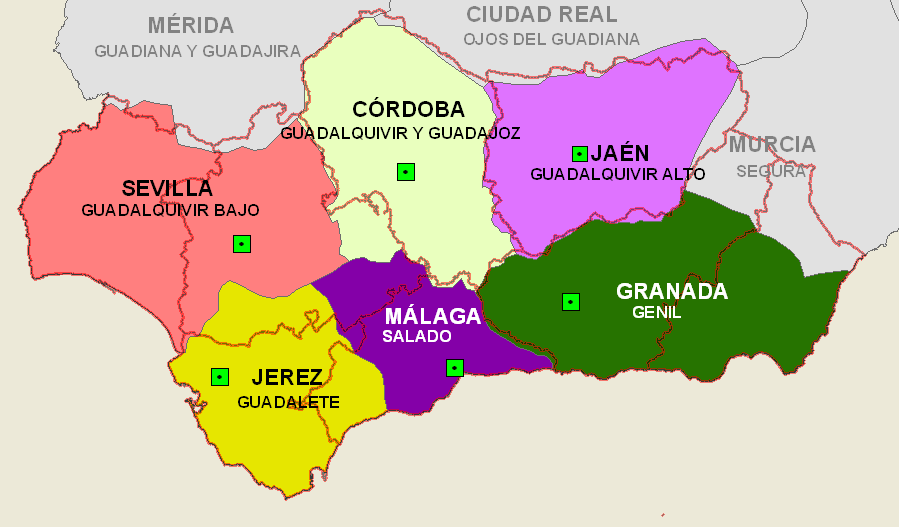
Departamentos y prefecturas en Andalucía tras el proyecto Ranz-Espiga (1809-1810).

La propuesta sobre cuáles debían ser las provincias constitucionales fue elaborada por Antonio Ranz y José Espiga (1812), quedando el territorio español organizado en 21 provincias constitucionales. La provincia de Jaén presenta prácticamente la misma delimitación que el reino de Jaén.

### Proyecto Bauzá (1813)

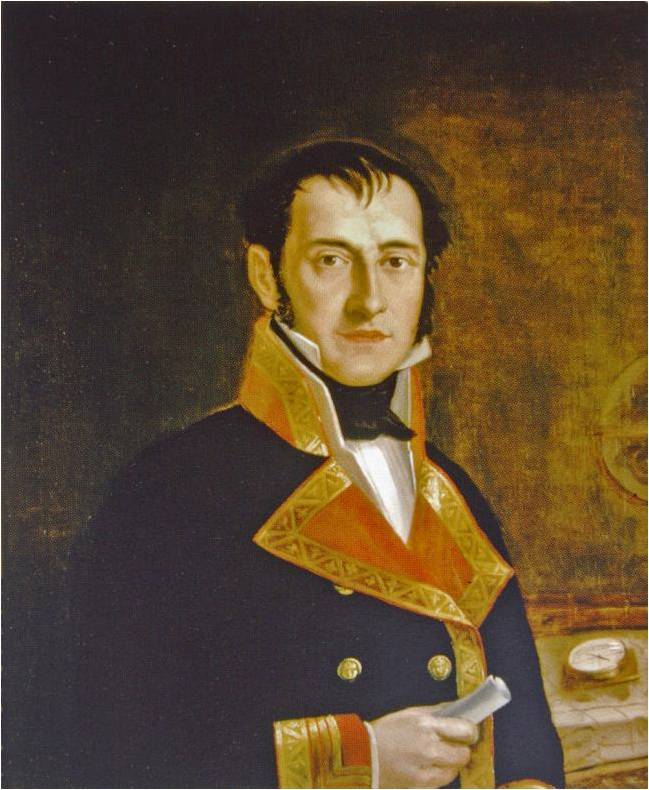
Felipe Bauzá (1764-1834) geógrafo y político que tomo parte en el proyecto de provincialización de 1812 y 1821.

En junio de 1813, la Regencia que presidió don Luis de Borbón encargó, a través del Gobierno, la preparación de la nueva división a Felipe Bauzá, quien el 21 de septiembre de 1813 estableció tres tipos de provincias:
- Provincias de primer orden: aquellas que incluían partidos o gobernaciones subalternas. Por ejemplo, en Andalucía estas fueron Granada y Sevilla que incorporaban los partidos de Guadix y Écija respectivamente.
- Provincias de segundo orden: aquellas que carecían de subdivisión interna. En Andalucía el resto de las provincias: Córdoba, Jaén, Cádiz y Málaga.
- Partidos o gobernaciones: eran cada una de las subdivisiones de las provincias de primer orden. En Andalucía, Guadix era un partido de la provincia de primer orden de Granada y Écija en la de Sevilla.

Finalmente, la división quedó comprendida en 44 provincias de las cuales 16 eran de tercer orden, bajo criterios de tradición histórica y del reparto equitativo de la población: se intentó que cada provincia tuviera al menos 250 000 habitantes. En el caso de la provincia de Jaén, está sumaba el territorio de la provincia marítima de Segura de la Sierra, las nuevas poblaciones, así como, Huelma y Bélmez de la Moraleda, resultando una provincia similar a la de anteriores propuestas.
Pese a que el Consejo de Estado informó favorablemente el proyecto y el ministerio de Gobernación lo tramitó a Cortes, el proceso de discusión no se inició, pues la restauración de Fernando VII (1814) pronto derogó la constitución y disolvió las Cortes.

## Restauración borbónica
La definitiva restauración de la monarquía absolutista de Fernando VII puso fin una vez más a la demarcación administrativa aprobada durante el trienio liberal. Sin embargo la política territorial de división provincial era un hecho y la nueva política de los ministros de la monarquía seguiría en la línea marcada por el período liberal.

### Proyecto Calomarde (1829)

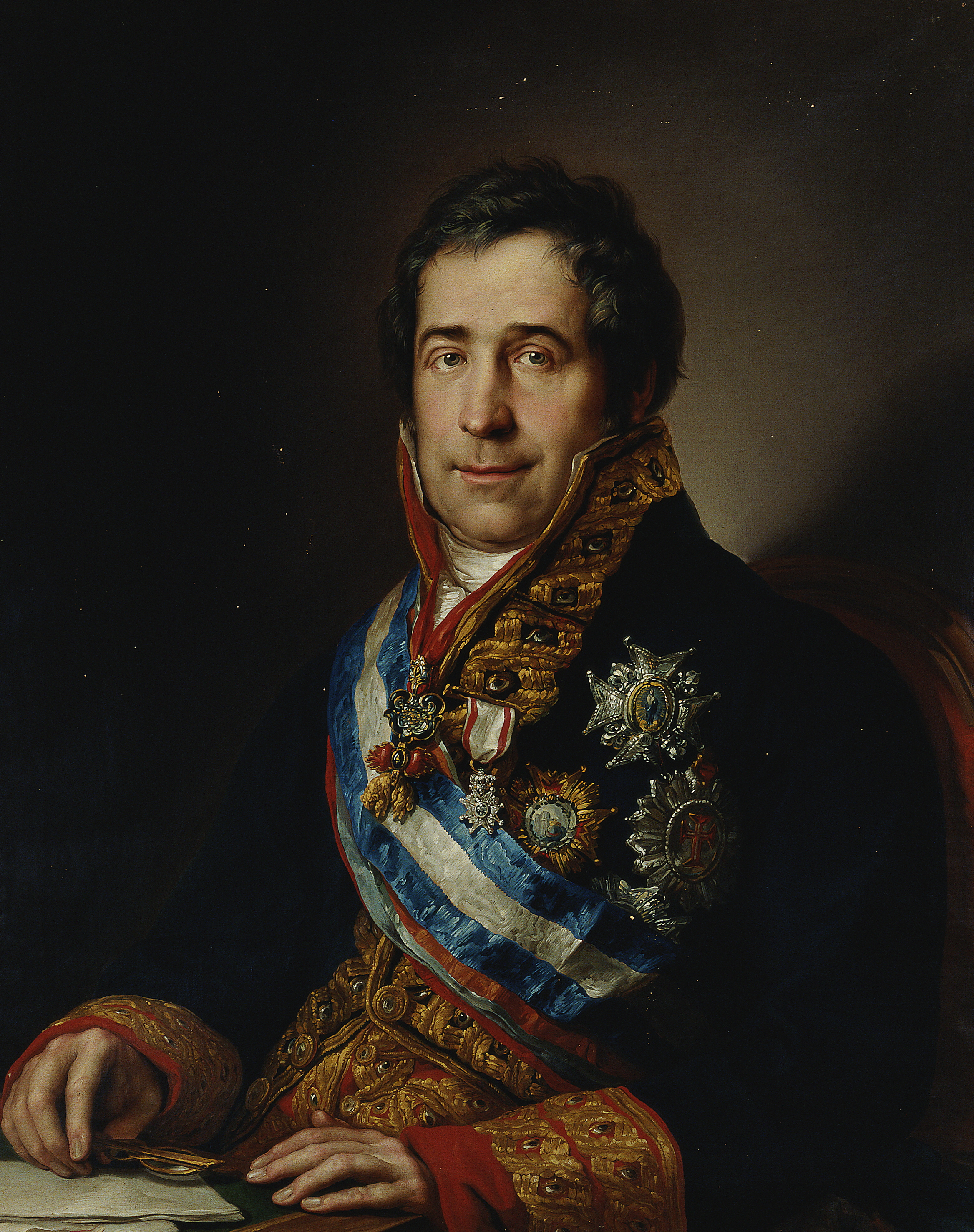
Francisco Tadeo Calomarde y Arría (1775-1842) estadista español que intervino en el proyecto de provincialización de 1829.

Ya en 1825, Tadeo Calomarde -ministro de justicia- creó una nueva comisión ministerial para el estudio de la demarcación judicial provincial, juzgados menores y alcaldías mayores, así como el establecimiento de límites provinciales. Agustín de Larramendi fue de nuevo el encargado de dirigir el proyecto. Esta vez, los límites de los antiguos reinos fueron respetados a diferencia de su precedente.

## Proyecto de De Burgos (1833): actual provincia de Jaén

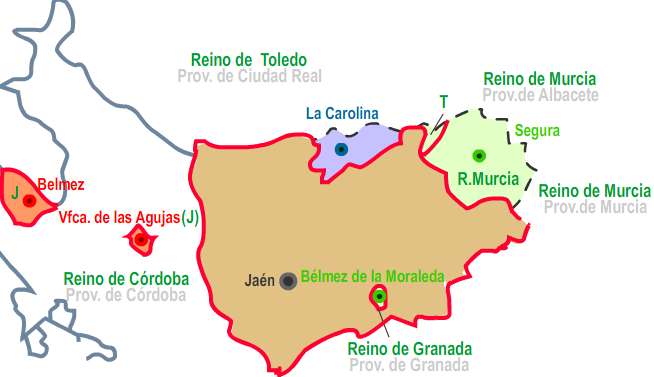
Formación de la provincia en 1833.

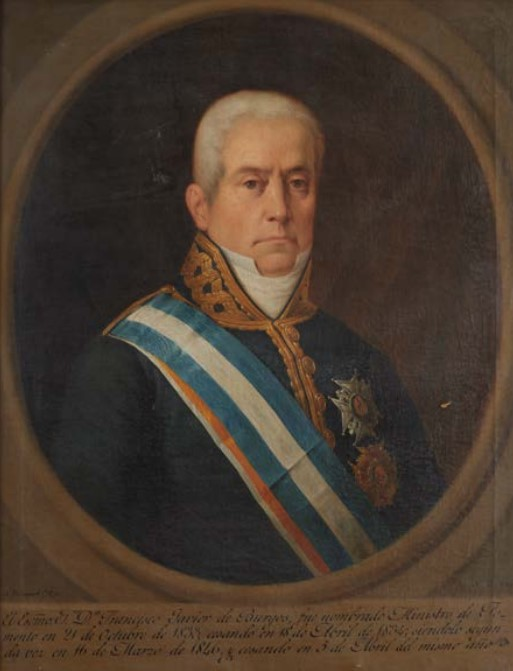
Francisco Javier de Burgos y del Olmo (1778-1849) político español artífice del proyecto de provincialización de 1833.

La muerte de Fernando VII en 1830, supuso un nuevo impulso a los proyectos de organización territorial de España. En la última actuación de 1829 se hizo hincapié sobre aspectos localistas, perdiéndose en parte un sentido más amplio que el de la mera provincialización. En 1833 el ministro Javier de Burgos, mediante el Real Decreto de 30 de noviembre de 1833, culminó definitivamente el proceso de división provincial. Los límites de las provincias prácticamente no han sufrido cambios desde entonces. El proyecto se basó en la provincialización de las Cortes de 1822.
En 1833, tras 587 años de existencia, el Real Decreto de 30 de noviembre suprimió el reino de Jaén, creándose la actual provincia de Jaén, que se formó uniendo las localidades del reino homónimo, algunas localidades del reino de Murcia, y dos poblaciones que hasta entonces pertenecían a La Mancha: Beas de Segura y Chiclana de Segura. Los lugares del reino de Murcia que se incorporaron a Jaén fueron Benatae, Génave, Orcera, Santiago de la Espada, Segura de la Sierra (con los agregados de La Puerta y de Bujaraiza), Siles, Torres y Villarrodrigo. Asimimo la nueva provincia incorporó los dos exclaves del reino de Granada que existían en el reino de Jaén: Bélmez de la Moraleda y Solera Solera, que era un municipio independiente (hoy integrado en el de Huelma). Por otra parte perdió los dos exclaves del reino de Jaén, que existían en el reino de Córdoba: Belmez (que incluía Peñarroya-Pueblonuevo, segregada en 1886) y Villafranca de Córdoba, antes «de las Agujas».
La división provincial fue acompañada de la demarcación judicial, llevada a cabo por el Real Decreto de 21 de abril de 1834, basándose en los estudios dirigidos por Calomarde.

### Evolución de los partidos judiciales

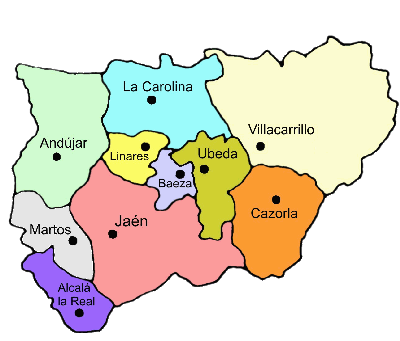
Partidos judiciales de la provincia de Jaén en la actualidad.

Pronto la división judicial se convirtió en un elemento básico de la organización estatal, ya que se convirtió en el marco de referencia en la administración de justicia. Prueba de su acierto, fue la estabilidad en su delimitación prácticamente hasta la reforma de 1965.
La nueva administración de justicia supuso unos importantes cambios con respecto a las audiencias y a las chancillerías. Entre el período de 1834 y 1841 se realizaron unas 1200 reclamaciones de cambios en su delimitación. En 1842 incluso se optó por un nuevo proyecto de delimitación provincial proyectado por Fermín Caballero que no cuajó debido a su falta de estabilidad.
Ante los cambios en la demografía y otras consecuencias, han existido diversas modificaciones en la configuración de los partidos judiciales en la provincia de Jaén:
- Cambios entre 1834 y 1965:

- Cambios a partir del Decreto 3388/1965 de 11 de noviembre:[23]
  - Integración de los partidos de Huelma y Mancha Real en el de partido judicial de Jaén.
  - Integración del partido de Orcera en el partido judicial de Villacarrillo.

- Cambios a partir de la Ley 38/1988, de 28 de diciembre, de Demarcación y de Planta Judicial:[24]

- Por su parte la Ley 3/1992 de 21 de marzo, no realizó ningún cambio en la provincia de Jaén.[25]

Por lo tanto, en la actualidad la provincia de Jaén está dividida en 10 partidos: Alcalá la Real, Andújar, Baeza, La Carolina, Cazorla, Jaén, Linares, Martos, Úbeda y Villacarrillo. Sin embargo la transferencia a la Junta de Andalucía de nuevas competencias en materia de administración de justicia previstas en el estatuto autonomía de 2007, hace posible que en los próximos años exista una nueva delimitación judicial.

### Configuración municipal
En base al Diccionario de Pascual Madoz, la provincia jiennense estaba comprendida en 1843 por 97 municipios, que en la actualidad han quedado reducidos a 97 en un proceso de segregación e integración muy complejo que se intenta resumir en las siguientes tablas. Hay que añadir que los límites municipales prácticamente quedan configurados en el período ilustrado, por lo que no es muy complejo retroceder en el tiempo, y poder seguir los cambios producidos.

#### Segregaciones municipales
La creación de nuevos municipios corresponde normalmente con la segregación de partes de municipios preexistentes. La mayoría de los casos corresponde con municipios extensos que disponen de núcleos de población alejados de la cabecera municipal. Estos son los casos de Arroyo del Ojanco, Chilluévar, Larva, Montizón y Puente de Génave.
| Segregaciones       |                         |                     |              |
| Municipio segregado | Fecha                   | Municipio matriz    | Localización |
| Montizón            | 1906                    | Castellar           |              |
| Larva               | 1924                    | Quesada             |              |
| Chilluévar          | 14 de diciembre de 1926 | La Iruela           |              |
| Puente de Génave    | 1933                    | La Puerta de Segura |              |
| Arroyo del Ojanco   | 24 de enero de 2001     | Beas de Segura      |              |

#### Agregaciones municipales
La desaparición de municipios se debe principalmente a la asimilación de los municipios desaparecidos por otros preexistentes. Los municipios absorbidos suelen tener escasa población y por lo tanto poca capacidad de gestión política. El único caso en la provincia es el de Solera, que fue asimilado por Huelma en 1975.

#### Fusiones municipales
Otro fenómeno que también explica la creación de nuevos municipios es la fusión entre varios municipios preexistentes con un potencial poblacional similar. Sintomático fue el caso de la fusión entre Torrequebradilla y Villargordo, dando lugar al término de Villatorres, topónimo formado por la conjunción del comienzo de ambas localidades.
| Fusiones                         |       |                      |              |
| Municipios fusionados            | Fecha | Municipio que forman | Localización |
| Bedmar y Garcíez                 | 1975  | Bedmar y Garcíez     |              |
| Cárchel y Carchelejo             | 1975  | Cárcheles            |              |
| Santiago de la Espada y Pontones | 1975  | Santiago-Pontones    |              |
| Torrequebradilla y Villargordo   | 1975  | Villatorres          |              |

En la actualidad, núcleos como Arbuniel (Cambil) siguen reivindicando el autogobierno y su establecimiento como municipios. No obstante a fecha de hoy, la provincia de Jaén está compuesta por 97 municipios integrados en 10 partidos judiciales y 10 comarcas.